# Jarkko Hattunen
Jarkko Hattunen, född 22 januari 1987 i Kajana, är en finländsk professionell ishockeyspelare som spelar för Asplöven HC i Division 1 Norra.